# Туфіно
Туфіно (італ. Tufino) — муніципалітет в Італії, у регіоні Кампанія,  метрополійне місто Неаполь.
Туфіно розташоване на відстані близько 210 км на південний схід від Рима, 30 км на північний схід від Неаполя.
Населення — 3785 осіб (2014).
Щорічний фестиваль відбувається 24 серпня. Покровитель — святий Варфоломій.

## Демографія
Населення за роками:

Станом на 1 січня 2023 року в муніципалітеті офіційно проживали 43 іноземці з 13 країн, серед них 20 громадян країн Євросоюзу та 9 громадян України.

## Сусідні муніципалітети
- Авелла
- Казамарчіано
- Чиччано
- Коміціано
- Роккараїнола